# Ekeby socken, Uppland
Ekeby socken i Uppland ingick i Olands härad, ingår sedan 1974 i Östhammars kommun och motsvarar från 2016 Ekeby distrikt.
Socknens areal är 79,98 kvadratkilometer varav 74,14 land.  År 2000 fanns här 566 invånare.  Kyrkbyn Ekeby med sockenkyrkan Ekeby kyrka ligger i socknen.   

## Administrativ historik
Ekeby socken har medeltida ursprung. 1825 överfördes en del av socknen (Fornbro, Gillinge, Stensunda och Tånga) som legat i Stockholms län till Uppsala län.
Från medeltiden räknades Ekeby socken i kyrkliga sammanhang i sin helhet till ”Olands härads prosteri”. I administrativt hänseende var den delad så, att området väster om Olandsån tillhörde ”Olands härad” och området öster om ån Roden och ”Frösåkers härad”. Det senare överfördes i kameralt hänseende till Olands härad år 1716. Först i 1825 års jordebok sammanfördes båda sockendelarna till en jordebokssocken.
Vid kommunreformen 1862 övergick socknens ansvar för de kyrkliga frågorna till Ekeby församling och för de borgerliga frågorna bildades Ekeby landskommun. Landskommunen uppgick 1952 i Olands landskommun som upplöstes 1974 då denna del fördes till Östhammars kommun.
1 januari 2016 inrättades distriktet Ekeby, med samma omfattning som församlingen hade 1999/2000.  
Socknen har tillhört län, fögderier, tingslag och domsagor enligt vad som beskrivs i artikeln Olands härad. De indelta soldaterna tillhörde Upplands regemente, Olands kompani och Livregementets dragonkår, Roslags och Uppsala skvadron. De indelta båtsmännen tillhörde Norra Roslags 1:a båtsmanskompani.

## Geografi
Ekeby socken ligger söder om Östhammar kring  Olandsån med sjön Vallen i öster. Socknen är slättbygd väster och omkring ån och är i övrigt en kuperad skogsbygd.

## Fornlämningar
Från bronsåldern finns över 300 gravrösen. Från järnåldern finns 40 gravfält.

## Namnet
Namnet skrevs 1312 Echeby och kommer från kyrkbyn och innehåller eke, 'ekdunge' och by, 'gård; by'.